# André Seruca
André Seruca Oliveira (Faro, 29 ottobre 2000) è un calciatore portoghese, centrocampista del Farul Costanza.

## Carriera
André Seruca è cresciuto nei settori giovanili di Benfica, Farense, Olhanense e Tondela.
Il 3 ottobre 2021 ha fatto il suo debutto fra i professionisti con il Farense nell'incontro di Segunda Liga pareggiato 2-2 contro il Vilafranquense. Il 9 febbraio 2022 è stato prestato all'Amora fino alla fine della stagione 2021-22.

## Statistiche

### Presenze e reti nei club
Statistiche aggiornate al 9 ottobre 2023.
| Stagione        | Squadra         | Campionato      | Campionato | Campionato | Coppe nazionali | Coppe nazionali | Coppe nazionali | Coppe continentali | Coppe continentali | Coppe continentali | Altre coppe | Altre coppe | Altre coppe | Totale | Totale | Totale |
| Stagione        | Squadra         | Comp            | Pres       | Reti       | Comp            | Pres            | Reti            | Comp               | Pres               | Reti               | Comp        | Pres        | Reti        | Pres   | Reti   |        |
| --------------- | --------------- | --------------- | ---------- | ---------- | --------------- | --------------- | --------------- | ------------------ | ------------------ | ------------------ | ----------- | ----------- | ----------- | ------ | ------ | ------ |
| 2021-gen. 2022  | Farense         | SL              | 2          | 0          | CP+CdL          | -               | -               |                    | -                  | -                  |             | -           | -           | 2      | 0      |        |
| gen.-giu. 2022  | Amora           | TL              | 3          | 0          | CP              | 0               | 0               |                    | -                  | -                  |             | -           | -           | 3      | 0      |        |
| 2022-2023       | Farense         | SL              | 0          | 0          | CP+CdL          | 1+0             | 0               |                    | -                  | -                  |             | -           | -           | 1      | 0      |        |
| 2023-2024       | Farense         | PL              | 4          | 0          | CP+CdL          | 0+2             | 0               |                    | -                  | -                  |             | -           | -           | 6      | 0      |        |
| Totale carriera | Totale carriera | Totale carriera | 9          | 0          |                 | 3               | 0               |                    | -                  | -                  |             | -           | -           | 12     | 0      |        |